# Богдан Богданов
Вижте пояснителната страница за други личности с името Богданов.
Богдан Иванов Богданов е учредител на Нов български университет, председател на Настоятелството на НБУ, класически филолог, преводач, университетски мениджър. Професор е в Софийския университет по старогръцка литература и култура в Катедрата по класически филологии.
Книгите и изследванията му са в областта на университетското образование, старогръцката литература, културата, философията, човешките отношения. Участва в създаването на Нов български университет и е начело на неговото настоятелство от 1995 г.

## Биография

### Научна кариера
Богдан Богданов е роден на 2 ноември 1940 в София, в семейството на Иван Богданов. Завършва класическа филология в Софийския държавен университет през 1963 г. и след това преподава класически езици, антична и западноевропейска литература във Великотърновския университет до 1969 г., когато става асистент по класическа филология в СУ. През 1976 г. придобива научната степен „доктор“, а през 1978 г. специализира в Атинския университет.
През 1983 г. става доцент по класическа филология, СУ. През 1984 г. специализира в Амстердамския университет, а през 1985 г. получава научната степен „доктор на филологическите науки“. От 1987 до 1989 г. е зам.-декан на Факултета по класически и нови филологии в СУ. През 1989 г. става професор по класическа филология в Софийския университет, като от 1989 до 1991 г. ръководи Катедрата по класическа филология там. От 1990 г. до 1991 г. е зам.-председател на Научната комисия по филологически науки и изкуствознание.

### Учредяване и управление на НБУ
През 1990 г. учредява и председателства Дружество за нов български университет, а през 1991 г. създава Нов български университет като продължение на Дружество за нов български университет (с решение на Великото народно събрание от 18 септември 1991) заедно с организационен комитет от учени, изследователи и предприемачи. От 1991 г. е Президент на НБУ, като от 1991 до 1995 г. изпълнява длъжността Ректор на Нов български университет. От 1995 г. е Председател на Настоятелството на Нов български университет.

### Други
Комисията по досиетата обявява за първи път името му сред сътрудниците на Шесто управление на бившата Държавна сигурност през периода 1978 – 1988 година с псевдоним „Николов“ с Решение № 175/14.122010 г. и Решение № 230/16 юни 2011 г. Проф. Богданов се защитава с текст, в който не отрича сътрудничеството на Държавна сигурност, но го обяснява с фашисткия произход на баща си Иван Богданов, клеймо, което трябва да изкупва, както и с проблеми със здравето и развитието му като учен. Позицията му на значим университетски администратор и научен авторитет с огромно влияние става причина за един от най-продължителните и остри дебати около отношенията на академичната общност и Държавна сигурност.
През 1990 г. Богданов е съучредител на Фондация „Отворено общество“ и Председател на нейния Управителен съвет (до 1997).
От 1991 до 1993 г. е извънреден и пълномощен посланик на Република България в Република Гърция.
През 1997 г. е член на Съвета за национално развитие при Президента на Република България и става председател на Балканската асоциация на семиотичните дружества.
От 2003 до 2004 г. – член на журито на журналистическите награди „Паница“ към фондация „Свободна и демократична България“. През 2006 г. убеждава учредителя ѝ Дими Паница наградата да се трансформира в награда за гражданска доблест, чийто първи носител става кинорежисьорката Малина Петрова, а един от носителите ѝ за 2010 г. е Комисията за обявяване на принадлежност към Държавна сигурност.
На 6 ноември 2010 г. катедра „Класическа филология“ към СУ организира голяма Юбилейна научна конференция в чест на проф. Богдан Богданов под мотото „Култура, литература, действителност“, в която с доклади участват 43 водещи учени в областта на социалните и хуманитарните науки в България.
Проф. Богданов умира внезапно на 5 август 2016 г. на 75-годишна възраст.

## Награди и отличия
- 1991 – Почетен член на българо-гръцкото дружество „Отец Паисий“ за особени заслуги.[19]
- 1993 – Носител е на Ордена на Феникса – за мисията си като посланик на България в Гърция.
- 1998 – Носител на наградата на дружество „Гражданин“ за политика и обществени науки за книгата си „Промяната в живота и текста“ и за многогодишната си работа за изграждането на отвореното гражданско общество в България.
- 2002 – Носител на националната награда „Христо Г. Данов“ в раздел Хуманитаристика за книгата си „Европа – разбирана и правена“.[20]
- 2006 – Носител на наградата за евроинтеграция „Европа – предай нататък“.
- 2010 – Носител на орден „Стара планина“ първа степен.[21]

### Книги
- 1971 – От Омир до Еврипид, студии и анализи по старогръцка литература. НП, С., 1971, 190 с.
  - 1993 – От Омир до Еврипид, 2 изд. Пловдивско университетско издателство. П., 1993, 207 с.
  - 2001 – От Омир до Еврипид. 3 изд. Изд. Труд-Просвета. С., 2001, 198 с.
- 1975 – Двучастните трагедии на Еврипид и въпросът за описанието на мирогледната проблематика на атическата трагедия. Кандидатска дисертация. С., 1975, 356 с.
- 1976 – Омировият епос. НП, С., 1976, 125 с.
  - 1996 – Омировият епос. 2 изд. Издателство „Отворено общество“. С., 1996, 208 с.
- 1979 – Литературата на елинизма. Културно-социологическа и жанрова характеристика. НИ, С., 1979, 199 с.
  - 1997 – Литературата на елинизма. 2 изд. Изд. Анубис, С., 1997, 220 с.
  - 1999 – Литературата на елинизма. 3 изд. Анубис. С., 1999, 224 с.
- 1985 – Мит и литература. Типологични проблеми на старогръцката литература до епохата на елинизма. НИ, С., 1985, 267 с.[22][23]
- 1986 – Мит и литература. Проблеми на типологията и поетиката на старогръцката литература до епохата на елинизма. Докторска дисертация. С., 1986, 342 с.
- 1986 – Романът – античен и съвременен. Опит върху поетиката и социологията на античния и западноевропейския роман. НИ, С., 1986, 189 с.
- 1989 – История на старогръцката култура. Теоретичен поглед. НИ, С., 1989, 200 с.
- 1991 – Орфей и древната митология на Балканите. УИ, С. 1991, 161 с.
- 1992 – Старогръцката литература. Исторически особености и жанрово многообразие. Просвета, С., 1992, 167 с.
- 1995 – Двете благополучия. Размишления с лице към Европа. Издателство „Отворено общество“, С., 1995, 87 с.
- 1998 – Промяната в живота и текста. Реторични есета за трудностите на преобразуването. Изд. „Отворено общество“, С., 1998, 231 с.[24]
- 1998 – Мит и литература 1.2 изд. Изд. „Хемус“, С. 1998, 303 с.[25][26]
- 2001 – Европа, разбирана и правена. Изд. Планета 3. С., 2001, 208 с.
- 2005 – Отделно и заедно. Изд. Планета 3. С., 2005, 374 с.[27]
- 2006 – Университетът – особен свят на свобода. Статии, студии и слова. Нов български университет. С., 2006, 134 с
- 2007 – Култура, общество, литература. Текстове по културна антропология на античността. Съст. Орлин Тодоров. ЛИК, С., 2007, 630 с.[28]
- 2010 – ((es)) Modelos de realidad. Desde la lectura de los clasicos. Presentacion Grergorio Luri Medrano. Coleccion ONOMA 5. AXAC, 2010, 130 p.
- 2010 – Минало и съвременност. Научни есета. Поредица „Понятия, проблеми, дискусии“. Нов български университет. С., 2010, 326 с.
- 2010 – ((en)) Reading and its Functioning. From ancient Greek literature to any one world. Osteuropa-Zentrum Berlin, 2010, 144 S. (ISBN 978-3-940452-04-7)[29]
- 2012 – Разказ, време и реалност в старогръцката литература. Жанет 45. П., 2012, 493 с.[30]
- 2014 – Текст, говорене и разбиране. Eсета. Жанет 45. П., 2014, 246 с.
- 2016 – Думи, значения, понятия и неща. Книгата съдържа петнадесет научни есета – „Думи, значения, понятия и неща“, „За човешката реч, нейните функции и свързвания“, „Синонимни редове и среда“, „Редово говорене, реифициране и ценност“, „Мислене-разбиране и ситуация“, „За мисленето и логиката“, „За речевата динамика и теорията и практиката“, „За рефлексивността и чувствата“, „Общество, държава и общност“, „Човек и общество“, „Човек, герой и властник“, „Дела и думи, или какво е текст“, „Съществуване, говорене-разговаряне и неща“, „Сравняване, ситуация и истина“, „За темите и „говорния строй“ в тази книга“.[31]

### Преводи
- 1968 – Теофраст, Характери, превод от старогръцки и бележки. НК, С., 1968, 92 с. (2 изд. НК, С. 1980, 164 с.; 3 изд. Изд. Планета 3, С. 1999, 110 с.).
- 1969 – Плутарх, Избрани животописи, превод от старогръцки и бележки. НК, С., 1969, 349 с. (2 изд. в кн.: Плутарх, Успоредни животописи. НК, С. 1981, с. 21 – 253 и с. 317 – 339).
- 1975 – Лонг, Дафнис и Хлоя. Псевдо-Калистен, Животът на Александър Македонски. Лукиан, Истинска история, превод от старогръцки и бележки, кн.: Антични романи. НК, С., 1975, с. 17 – 216 и с. 485 – 503 (2 изд. 1976, с. 17 – 216 и с. 485 – 503, 3 изд. 1981, с. 15 – 186 и с. 417 – 433, 4 изд. Лонг, Дафнис и Хлоя, в кн.: Три антични романа. НК, С., 1987, с. 79 – 151, с. 204 – 209).
- 1979 – Платон, Малкият Хипий, Ион, Големият Хипий, Алкивиад, Хармид, Лахет и Лизис, превод от старогръцки, коментар и бележки, в кн.: Платон, Диалози. Том. I. НИ, С. 1979, с. 109 – 348 и с. 435 – 460 (Ион, 2 изд., в кн.: Платон, Избрани диалози. НК, С. 1982. с. 17 – 34 и с. 233 – 238)
- 1982 – Платон, Евтидем, Менексен, Федон и Федър, превод от старогръцки, коментар и бележки, Менон, коментар и бележки, в кн.: Платон, Диалози. Том II. НИ, С., 1982, с. 23 – 71, с. 233 – 253, с. 337 – 417, с.489 – 570, с. 591 – 601, с. 625 – 635, с. 656 – 659 (2 изд. Федон, в кн.: Платон, Избрани диалози. НК, С., 1982, с. 159 – 231, с. 268 – 276).
- 1986 – Марк Аврелий, Към себе си, превод от старогръцки и бележки. НК, С. 1986, 148 с. (2 изд. Изд. Кибеа, С., 1997, 187 с.)
- 1986 – Лукиан, Александър, или Лъжегадател, превод от старогръцки и бележки, в кн.: Лукиан, Сатири и пародии. НК, С., 1986, с. 60 – 83 и с. 216 – 219.
- 1990 – Платон, Теетет, Софистът. Превод от старогръцки, коментар и бележки, в кн.: Платон. Диалози. Том 4, С., 1990, с. 115 – 296 и с. 591 – 604.
- 2007 – Платон, Федър. Предговор, бележки и превод от старогръцки. Планета 3. С., 2007, 118 с.[32]
- 2015 – Епиктет, Диатриби, превод от старогръцки и бележки. Нов български университет, С., 2015, 384 с. ISBN 978-954-535-874-6

### Съставителство и редакция
- 1975 – Съставител на изданието „Антични романи“.
- 1980 – Член на редколегията на библиотеката „Световно историческо наследство“ в издателство „Наука и изкуство“.
- 1981 – В издателство „Народна култура“ организира библиотека за антична литература „Хермес“, в която до 1995 г. са издадени общо 25 превода от старогръцки и латински.
- 1984 – Съставител на сборника с текстове на световни авторитети в областта на класическата филология Традиция, литература, действителност. Проблеми на старогръцката литература в световното литературознание.
- 1988 – Антична литература. Енциклопедичен справочник, съставителство на старогръцката част (латинската е под редакцията на Анна Николова), научна редакция и авторство на 10 статии. Петър Берон, С. 1988, 226 с. (2 изд. Издателство „Отворено общество“. С. 1996, 247 с.)

### За него
- 2000 – SYMPOSION или Античност и хуманитаристика: Изследвания в чест на професор Богдан Богданов, съст. Виолета Герджикова, Николай Гочев и Йоана Сиракова. Сонм, София, 2000
- 2015 – Разширяването на света. Изследвания в чест на професор Богдан Богданов, НБУ, София, 2015[33]